# فيمي أوغونودي

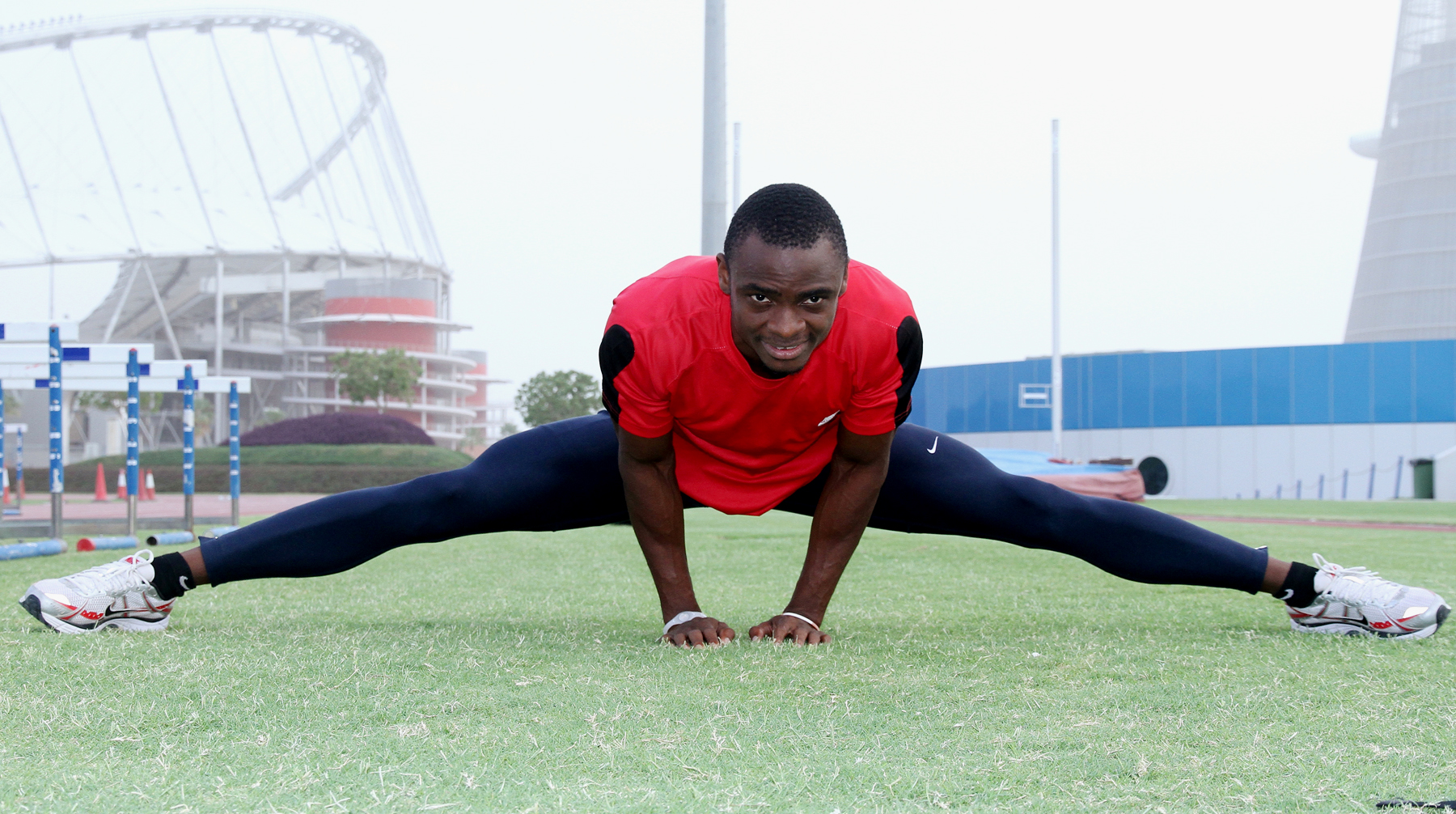
أوجونودي في عام 2011

فيمي سون أوغونودي (مواليد 5 مايو 1991 في مدينة أوندو) هو عداء نيجيري المولد يمثل قطر في المحافل الدولية منذ 2010. أفضل رقم شخصي له هو 9.91 ثانية في سباق 100 متر في عام 2015 مما جعله حامل الرقم القياسي الآسيوي السابق في سباق 100 متر والذي تعادل به الصيني سو بينجتيان في عام 2018 وقام لاعب بتجاوزه في عام 2021 في دورة الألعاب الأولمبية الصيفية 2020.
خاض أوجونودي أول مباراة دولية له مع قطر في دورة الألعاب الآسيوية 2010 وفاز بسباق 200 متر / 400 متر. وفي العام التالي فاز بألقاب آسيوية وعربية على مسافة 200 متر. م بالإضافة إلى ألقاب سباق 100 متر / 200 متر في دورة الألعاب العسكرية العالمية 2011. كان أحد المتأهلين للنهائيات في سباق 400 م في بطولة العالم لألعاب القوى 2011.
فاز بالثنائية الثانية في مسيرته في دورة الألعاب الآسيوية عام 2014 وهذه المرة في سباق 100 متر. م/200 م وحقق رقماً قياسياً آسيوياً قدره 9.93 ثانية للحدث الأول (ثاني رجل آسيوي يكسر حاجز الـ10 ثوان بعد مواطنه القطري النيجيري صامويل فرانسيس). كما فاز بالميداليات البرونزية في ذلك العام في بطولة العالم لألعاب القوى داخل الصالات 2014 وكأس القارات لألعاب القوى 2014.

## حياته مهنية
في نيجيريا ترشح أوجونودي لجامعة إيبادان وتأهل لدورة الألعاب الأفريقية 2007 ودورة الألعاب الأولمبية الصيفية 2008. ومع ذلك استبعده الاتحاد النيجيري لألعاب القوى من القائمة النهائية للحدثين لأسباب غير معلنة. وبعد هذه الإهانات قبل أوجونودي عرضًا للتنافس دوليًا لصالح قطر.
انتقل إلى قطر في أكتوبر 2009 وبدأ المنافسة الدولية في العام التالي. فاز بسباق 100 متر و200 متر في بطولة غرب آسيا وأدخل في دورة الألعاب الآسيوية 2010. في دورة الألعاب في قوانغتشو حيث حصل على ميداليتين ذهبيتين وفاز بأكثر من 200 متر و400 متر مع أفضل رقم شخصي 20.43 ثانية و45.12 ثواني على التوالي. هذا جعله ثاني رياضي في تاريخ الألعاب يفوز بالحدثين في نفس المنافسة - حقق ميلكا سينغ هذا لأول مرة في دورة الألعاب الآسيوية عام 1958.
أصبح بطل آسيا في سباق 200 متر في كوبي باليابان. عادل الرقم القياسي للبطولة (20.41 ثانية) في طريقه إلى الميدالية الذهبية. كما قدم أداء أفضل في دورة الألعاب العسكرية العالمية في ريو دي جانيرو بالبرازيل عندما أكمل سباقي 100 متر و200 متر. كما حقق أرقامًا جديدة في البطولة على المسافتين (10.07 و 20.46).
في سبتمبر 2014 فاز بسباق 100 متر في دورة الألعاب الآسيوية محققًا رقمًا قياسيًا آسيويًا جديدًا بلغ 9.93 ثانية. كما فاز بالميدالية الذهبية في سباق 200 متر في إنتشون. وحقق رقمًا قياسيًا آسيويًا آخر في بطولة آسيا لألعاب القوى 2015 بفوزه بسباق 100 متر. م في زمن قدره 9.91 ثانية بعد أن حطم الرقم القياسي للبطولة بزمن قدره 9.97 ثانية في الدور نصف النهائي.
في 28 مايو 2021 حقق أفضل زمن له هذا الموسم وهو 10.00 ثانية في استاد سحيم بن حمد بالدوحة ليفوز بسباق 100 متر في لقاء الدوري الماسي ويحصل على المعيار لدورة الألعاب الأولمبية 2020.

## الحياة الشخصية
اسمه فيمي هو اسم يوروبي ينطق "ف-إيه-مي". ولد في ولاية أوندو بنيجيريا. والديه هما تي أس بي أوجونودي وأديسولا أوجونودي. وهو متزوج من كيمي أديبايو www.nadreina.com. ولديهم ثلاثة أطفال: ناثان أوجونودي وأدرييل أوجونودي ورينا أوجونودي. شقيقه الأصغر هو توسين أوجونودي وهو أيضًا عداء سريع في قطر. ولديه 7 أشقاء.
كان والد أوجونودي تي إس بي أوجونودي ملاكمًا وكانت والدته أديسولا أوجونودي عداءة. قبل التركيز على الجري كان أوجونودي يمارس الملاكمة وكرة القدم. جيث كان ملاكمًا ناجحًا في شبابه وتنافس في بطولات على مستوى الولاية.

## وصلات خارجية
- فيمي أوغونودي على موقع الاتحاد الدولي لألعاب القوى (الإنجليزية)
- فيمي أوغونودي على موقع الدوري الماسي (الإنجليزية)
- فيمي أوغونودي على موقع اللجنة الأولمبية الدولية (الإنجليزية)
- فيمي أوغونودي على موقع أوليمبيديا (الإنجليزية)